# Nastola

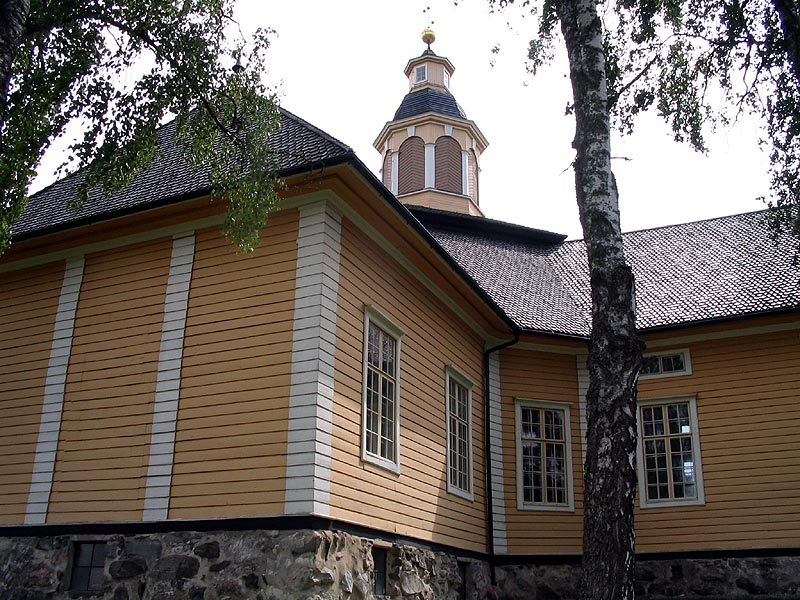
Nastola, Finlândia.

Nastola é um antigo município da Finlândia. Foi fundida com a cidade de Lahti, em 1º de janeiro de 2016.
Na província do sul da Finlândia, Nastola faz parte da região de Päijät-Häme. O município tinha uma população de 14,905 (30 de junho de 2015) e cobria uma área de 382.86km², dos quais 38.67km² eram água. A densidade populacional foi 45,9761 pessoas/km². Nastola está localizada entre duas grandes cidades: Lahti e Kouvola. Kausala, o centro administrativo de Iitti, está a 26km de Nastola, na direção de Kouvola.

## História
Itens ornamentais, presumivelmente datados dos anos 1200, foram encontrados na vila de Ruuhijärvi. Embora os itens sejam de design careliano, os estudiosos concordam que eles não são necessariamente indicativos do assentamento careliano em Nastola. Além disso, moedas inglesas, alemãs e escandinavas foram encontradas em Immilä. A pesquisa etimológica indica que os primeiros colonos em Nastola originaram-se dos contemporâneos Asikkala e Hollola, além dos arredores do lago Vanajavesi; de fato, Ruuhijärvi, então cobrindo a maior parte do que hoje é conhecido como Nastola, tornou-se um dos bairros da paróquia administrativa de Asikkala nos anos 1500.
O nome de Nastola pode ser de origem careliana, referindo-se a um nome masculino careliano Nasto (forma popular de Anastasios). O primeiro centro administrativo da área foi Uusikylä (em sueco:  Nyby), que também era o nome de uma unidade administrativa dentro do Hollola e depois da paróquia de Asikkala no século XV. A primeira igreja da zona foi construída na aldeia de Nastola (mencionada pela primeira vez em 1478), que deu nome à comunidade da capela e depois à freguesia. Nastola tornou-se uma paróquia independente em 1860.

## Geografia
Nastola está encravada entre o primeiro e o segundo Salpausselkas (um tipo de enconsta), o primeiro dos quais é uma característica proeminente no terreno e na paisagem da parte sul do município. A oeste, divide-se em duas cristas distintas à volta da aldeia de Villähde, e atinge o seu ponto mais alto na aldeia paroquial com 145m acima do nível do mar. Movendo-se mais para o leste em direção a Iitti, a cordilheira se torna mais estreita e suas linhas de cordilheira se tornam mais íngremes nos arredores de Uusikylä. A área entre os Salpausselkas é caracterizada por seus eskeres e vales. O esker de Vahteristonmäki, passando pelo lago Kymijärvi mais ao norte em Heinola, atinge o pico de 177m acima do nível do mar em Nastola.
Tilito é o tipo de solo dominante no centro e norte de Nastola, com depósitos de argila concentrados principalmente ao sul do primeiro Salpausselkä, bem como ao redor dos lagos de Ruuhijärvi, Sylvöjärvi e Oksjärvi. As áreas de lavoura são pontilhadas por saliências rochosas, como a colina Ukonvuori no leste, com 150m de altura. As rochas no lado sul do Salpausselkas tendem a ser mais baixas e arredondadas, e a maioria do leito rochoso consiste em granito. Todos os lagos de Nastola, que também fazem parte da bacia de drenagem de Kymijärvi, estão situados ao norte do primeiro Salpausselkä; ao sul estão vários riachos menores de água.